# Videsnärja
Videsnärja (Cuscuta lupuliformis) är en vindeväxtart som beskrevs av Anton Johann Krocker. Videsnärja ingår i släktet snärjor, och familjen vindeväxter. Arten förekommer tillfälligt i Sverige, men reproducerar sig inte.

## Bildgalleri

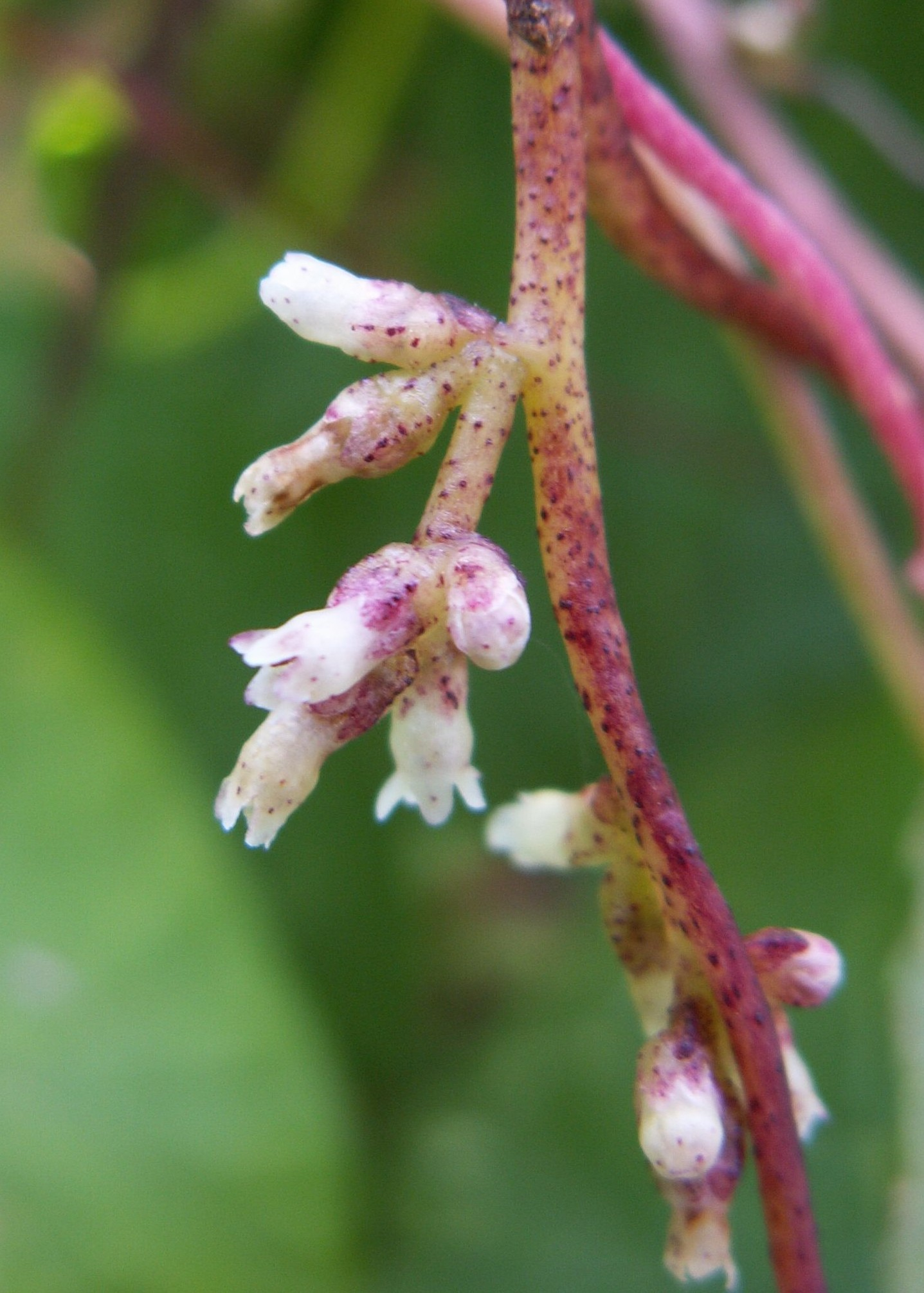
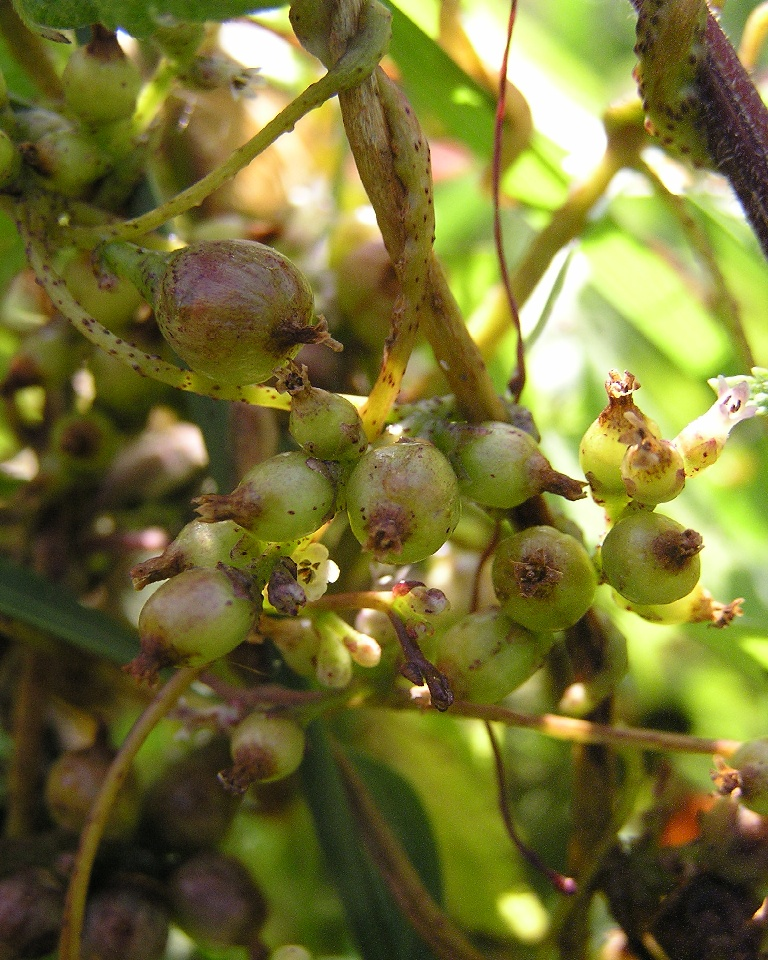
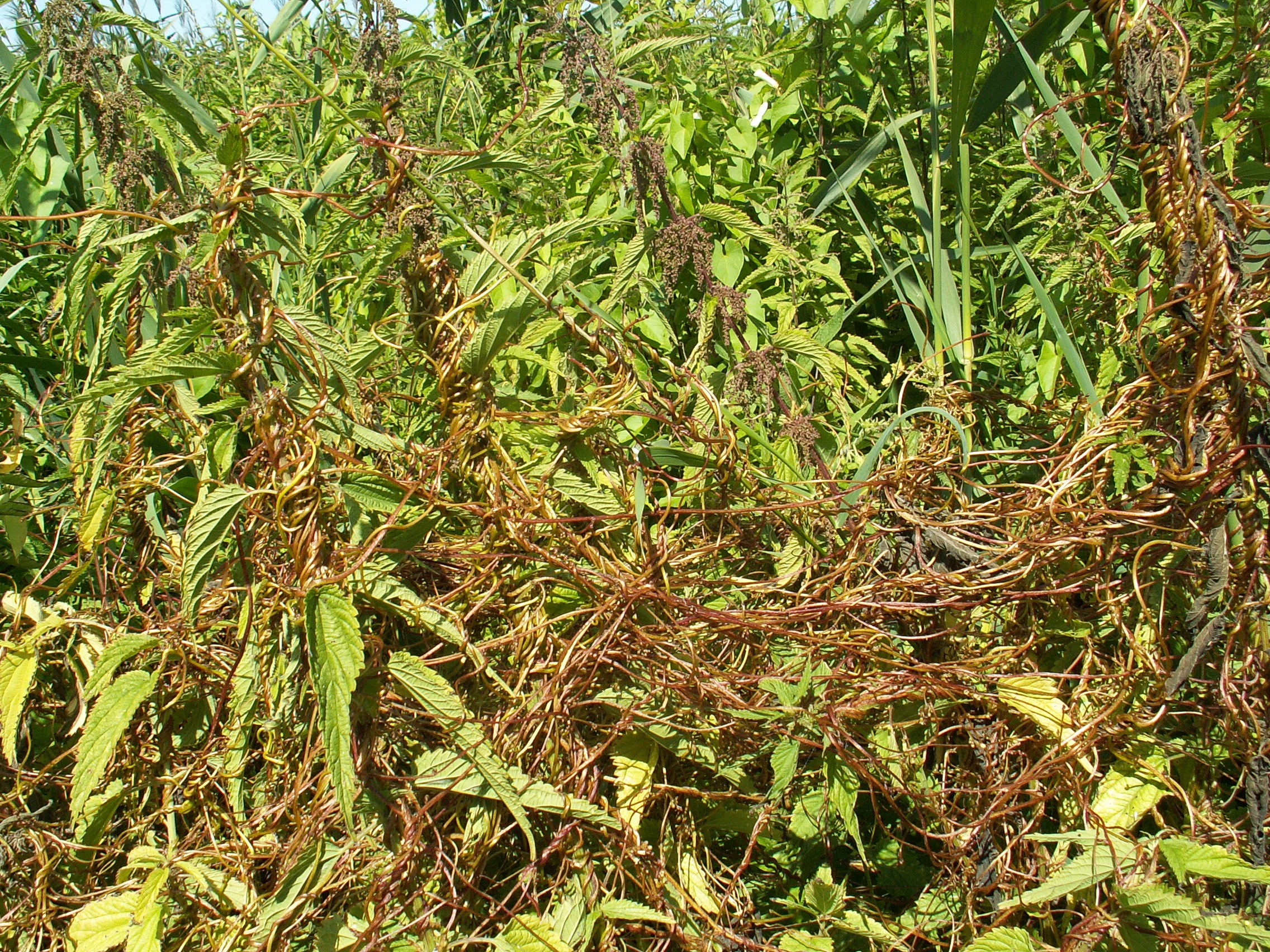
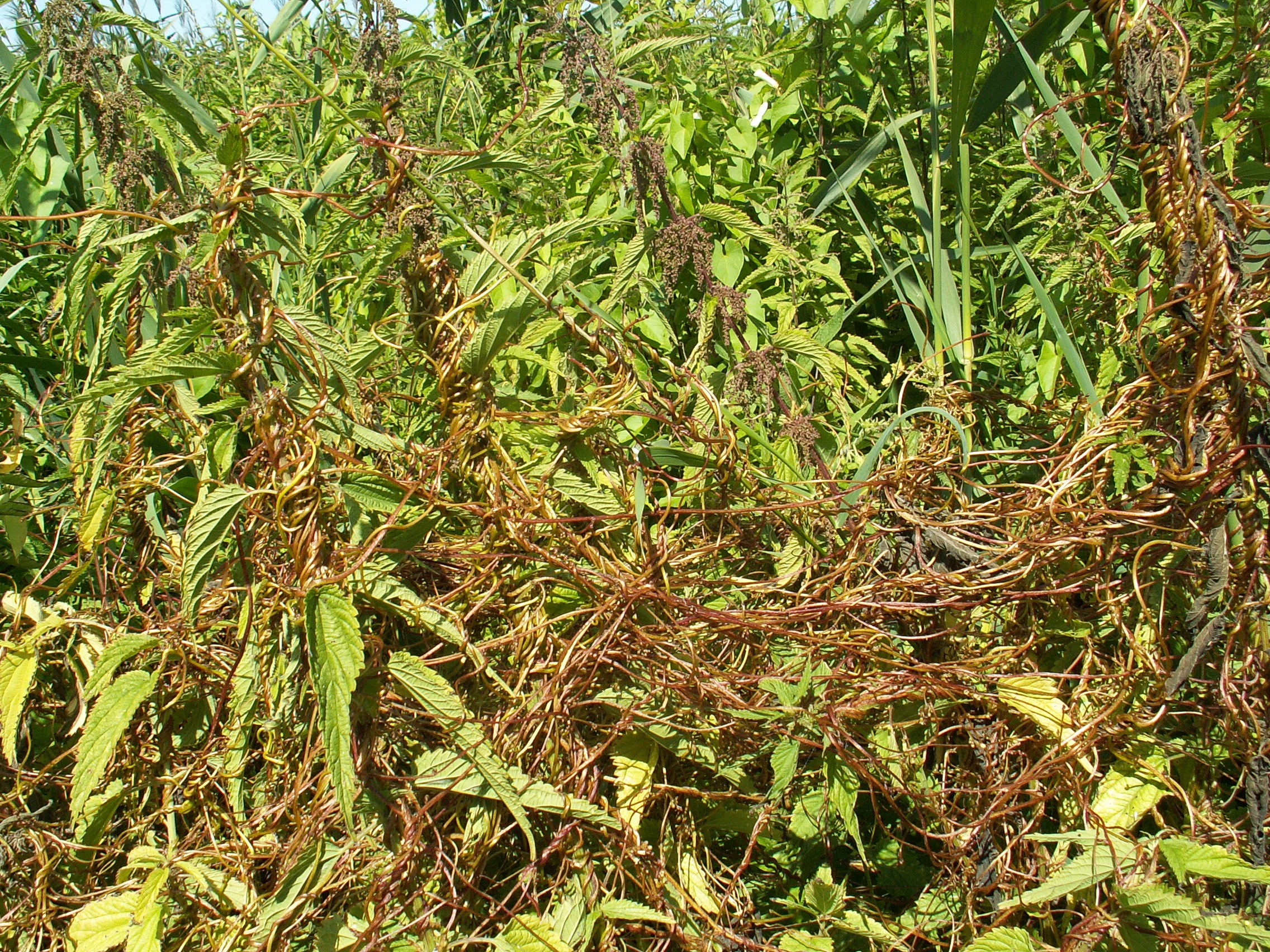